# Хоремаг
Хоремаг е остарял термин за комплексно заведение за хранене, търговия на дребно и почерпка, ползван в средата на ХХ век в България.
Думата е неологизъм, създаден като съкращение от ХОтел-РЕсторант-МАГазин.
Те са продължение на традицията на кръчмите от миналото, предлагали срещу заплащане храна и спиртни напитки, игри на бридж-белот, покер, табла, разговаря се на културни, битови теми. 
ХО-РЕ-МАГ заведенията се създават масово в българските села от ЦКС (Централен кооперативен съюз) след 1944-та година с цел да се създадат места за изхранване, пазаруване и почерпка. Целта е да се предостави услуга за храна, пазаруване и почерпка в една точка на населеното място. Съгласно постановление на Министерския съвет и ЦК на БКП за мерките по подобряване на търговията, на 24 юли 1950 г. всички предприятия «Хоремаг" при селските народни съвети се предават на съоветните всестранни кооперации заедно с магазините, складовете, движимостите, трайните вложения, стоките и материалите.
Хоремаг водят началото си в България от 50-те години. Стопанско предприятие „Хоремаг“ при Градския народен съвет в Русе е създадено през 1947 г. и е закрито през 1950 г.
Обикновено функцията „хранене“ е най-добре развита и затова в разговорния български хоремаг е синоним на кръчма. Терминът днес не се използва в първоначалното му значение и в даден контекст може да има ироничен оттенък - „не е ресторант, а е хоремаг“ (тоест има от всичко по малко). Сред народа битува и алтернативна версия на съкращението „хоре-маг“ тъй като обикновено с думата се обозначава местната кръчма народната версия е „хора“ влизат „маг“арета излизат. Подобен термин базиран на съкращение е Хорека.